# Zimna Woda (województwo podkarpackie)
Zimna Woda – wieś w Polsce położona w województwie podkarpackim, w powiecie jasielskim, w gminie Jasło. Wieś leży na prawym brzegu Jasiołki pomiędzy drogą krajową nr 28 i torami linii kolejowej łączącej Jasło z Rzeszowem.
W latach 1975–1998 miejscowość należała administracyjnie do województwa krośnieńskiego.